# Arsinoë (Gattin des Alkmaion)
Arsinoë (altgriechisch Ἀρσινόη Arsinóē) war in der Griechischen Mythologie die Tochter des Königs Phegeus von Psophis in Arkadien.
Nachdem der argivische Heros Alkmaion seine Mutter Eriphyle u. a. aus Rache für den Tod seines Vaters Amphiaraos getötet hatte, wurde er von den Erinnyen mit Wahnsinn geschlagen. Er gelangte schließlich an den Hof des Phegeus, der ihn entsühnte und mit seiner Tochter Arsinoë verheiratete. Alkmaion schenkte seiner Gattin das Halsband und das Hochzeitsgewand der Harmonia. Da aber der Wahn nicht von ihm wich, verließ er Arsinoë, ließ sich vom Flussgott Acheloos erneut vom Muttermord reinigen und nahm dessen Tochter Kallirrhoë zur Gemahlin. Da diese Harmonias Halsband und Gewand begehrte, holte Alkmaion seine Geschenke für Arsinoë unter einem Vorwand zurück, wurde deshalb aber von Arsinoës Brüdern Pronoos und Agenor getötet. Doch Arsinoë war dem Alkmaion noch immer verbunden und missbilligte den Mord. Daraufhin sperrten ihre Brüder sie in eine Kiste und übergaben sie dem König Agapenor von Tegea als Sklavin mit der Behauptung, sie sei die Mörderin des Alkmaion. So lautet die Darstellung in der Bibliotheke des Apollodor, der nichts über das weitere Los der Arsinoë berichtet.
Pausanias hingegen bezeichnet Phegeus’ Tochter nicht als Arsinoë, sondern als Alphesiboia.